# العلاقات الجيبوتية المالطية
العلاقات الجيبوتية المالطية هي العلاقات الثنائية التي تجمع بين جيبوتي ومالطا.

## مقارنة بين البلدين
هذه مقارنة عامة ومرجعية للدولتين:
| وجه المقارنة                                              | جيبوتي                    | مالطا                                                     |
| --------------------------------------------------------- | ------------------------- | --------------------------------------------------------- |
| المساحة (كم2)                                             | 23.20 ألف                 | 316                                                       |
| عدد السكان (نسمة)                                         | 956.99 ألف                | 465.29 ألف                                                |
| الكثافة السكانية (ن./كم²)                                 | 41.25                     | 147.24 ألف                                                |
| العاصمة                                                   | جيبوتي                    | فاليتا                                                    |
| اللغة الرسمية                                             | لغة فرنسية، اللغة العربية | اللغة المالطية، لغة إنجليزية                              |
| العملة                                                    | فرنك جيبوتي               | يورو، ليرة مالطية                                         |
| الناتج المحلي الإجمالي (بليون دولار)                      | 1.84 مليار                | 12.54 مليار                                               |
| الناتج المحلي الإجمالي (تعادل القوة الشرائية) بليون دولار | 3.10 مليار                | 14.68 مليار                                               |
| الناتج المحلي الإجمالي الاسمي للفرد دولار أمريكي          | 1.95 ألف                  | 22.60 ألف                                                 |
| الناتج المحلي الإجمالي للفرد دولار أمريكي                 | 3.27 ألف                  |                                                           |
| مؤشر التنمية البشرية                                      | 0.470                     | 0.839                                                     |
| رمز المكالمات الدولي                                      | +253                      | +356                                                      |
| رمز الإنترنت                                              | .dj                       | .mt                                                       |
| المنطقة الزمنية                                           | ت ع م+03:00               | توقيت وسط أوروبا، ت ع م+01:00، ت ع م+02:00، أوروبا/مالطا ‏ |

## مدن متوأمة
في ما يلي قائمة باتفاقيات التوأمة بين مدن جيبوتية ومالطية:
- ترتبط جيبوتي مع الرباط باتفاقية توأمة.

## منظمات دولية مشتركة
يشترك البلدان في عضوية مجموعة من المنظمات الدولية، منها:
| علم المنظمة | اسم المنظمة                        | تاريخ انضمام جيبوتي | تاريخ انضمام مالطا |
| ----------- | ---------------------------------- | ------------------- | ------------------ |
|             | يونسكو                             | 31 أغسطس 1989       | 10 فبراير 1965     |
|             | وكالة ضمان الاستثمار متعدد الأطراف | 12 يناير 2007       | 12 سبتمبر 1990     |
|             | الأمم المتحدة                      | 20 سبتمبر 1977      | 1 ديسمبر 1964      |
|             | الاتحاد البريدي العالمي            | ?                   | ?                  |
|             | البنك الدولي للإنشاء والتعمير      | 1 أكتوبر 1980       | 26 سبتمبر 1983     |
|             | الاتحاد الدولي للاتصالات           | 22 نوفمبر 1977      | 1965               |
|             | منظمة حظر الأسلحة الكيميائية       | ?                   | ?                  |
|             | مؤسسة التمويل الدولية              | 1 أكتوبر 1980       | 1 يونيو 2005       |
|             | منظمة التجارة العالمية             | ?                   | ?                  |
|             | منظمة الشرطة الجنائية الدولية      | ?                   | ?                  |

## وصلات خارجية
- موقع وزارة الخارجية المالطية